# Virginia Minor
Virginia Louisa Minor (27 de marzo de 1824 - 14 de agosto de 1894) fue una activista estadounidense del sufragio femenino. Ella es reconocida como la demandante en Minor v. Happersett, un caso de la Corte Suprema de los Estados Unidos de 1874 en el que Minor argumentó sin éxito para que en la Decimocuarta Enmienda a la Constitución de los Estados Unidos diera a a las mujeres el derecho al voto. 

## Vida
Minor nació en el condado de Caroline, Virginia, el 27 de marzo de 1824.
En 1843, Minor se casó con su primo lejano, el abogado Francis Minor y se establecieron en St. Louis en 1844. Durante la Guerra Civil Americana, Minor fue un miembro activo de la Sociedad de Ayuda Sindical de Damas de St. Louis.  En 1867, Minor cofundó la Asociación de Sufragios de Mujeres de Missouri (más tarde, una afiliada de la Asociación Americana de Sufragios de Mujeres ) y se convirtió en la primera presidenta de dicha asociación.
Minor se puso del lado de la Asociación Nacional del Sufragio de la Mujer, lo que provocó su renuncia como Presidenta de la Asociación de Missouri. En una convención de 1869 en St. Louis, Minor declaró que "la Constitución de los Estados Unidos me otorga todos los derechos y privilegios a los que tienen derecho los demás ciudadanos".  Más tarde ese año, Francis y Virginia Menor redactaron y distribuyeron panfletos en defensa del sufragio femenino basado en la Decimocuarta Enmienda recientemente aprobada.
El 15 de octubre de 1872, Virginia Minor intentó registrarse para votar en St. Louis. Cuando el registrador electoral Reese Happersett la rechazó, Virginia (representada por Francis) presentó una demanda en los tribunales estatales de Missouri. El tribunal de primera instancia, el Tribunal Supremo de Missouri y el Tribunal Supremo de los Estados Unidos se pronunciaron a favor del estado de Misuri. La Corte Suprema sostuvo por unanimidad "que la Constitución de los Estados Unidos no confiere el derecho de sufragio a nadie", y que la decisión de quién debería tener derecho a votar se dejó al poder legislativo.
Virginia Menor testificó en apoyo del sufragio femenino ante el Senado de los Estados Unidos en 1889, y fue vicepresidenta honoraria de la Convención interestatal sobre el sufragio femenino en 1892. Murió en St. Louis en 1894 y está enterrada en el cementerio de Bellefontaine.

## Legado
En diciembre de 2013, Minor fue anunciada como miembro del Salón de los famosos de Missouri. Su busto de bronce será uno de los cuarenta y cuatro en exhibición permanente en el Capitolio del Estado de Misuri en Jefferson City.
Minor fue homenajeada de la Alianza Nacional de Historia de la Mujer en 2020.